# 贺春兰
贺春兰，北京師範大學教育學博士，人民政协报教育在线周刊主编，创始人；公益项目教育之春沙龙、天下讲堂的发起人。曾获教育部优秀新闻奖、“全国政协机关青年岗位能手”、全国妇联“巾帼建功奖”等荣誉称号。

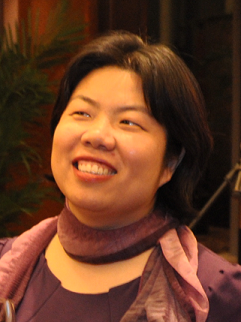
贺春兰
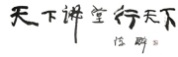
天下讲堂